# Erik Bakkers
Erik Petrus Antonius Maria Bakkers (* 18. Dezember 1972 in Kaatsheuvel) ist ein niederländischer Festkörperphysiker.  Er ist Hochschullehrer an der TU Eindhoven.
Bakkers wurde an der Universität Utrecht in Nanoelektrochemie promoviert. Seine Dissertation war über den Ladungstransfer zwischen Quantenpunkten. Danach war er ab 2000 neun Jahre in der Forschung bei Philips in Eindhoven (Philips Natuurkundig Laboratorium), bevor er 2010 Professor an der TU Eindhoven wurde. Er forscht auch an der TU Delft.
Er forscht über Halbleiter-Nanodrähte mit speziellen Eigenschaften, für die er auf atomarer Ebene präzise Herstellungsmethoden entwickelte, und mit Anwendungen in der Optoelektronik. Dabei gelang ihm 2020 ein Durchbruch in der Entwicklung von Germanium-Silizium-Halbleitern mit direkter Bandlücke. Dabei nutzte er Nanokristalle aus hexagonalem Galliumarsenid als Templat. Die Methode wurde von ihm schon 2015 entwickelt, damals gelang aber noch keine Emission von Photonen aufgrund von Materialunreinheiten. Silizium und Germanium waren vorher nur als Materialien mit indirektem Bandübergang bekannt, was ihre Verwendung in der Optoelektronik erschwerte – für die Emission eines Photons war die Beteiligung eines Phonons nötig und direkte Umwandlung elektrischer in optische Signale wie bei den indirekten Halbleitern Galliumarsenid und Indiumphosphid nicht möglich. Die Arbeit wurde von der Zeitschrift Physics World für 2020 als Durchbruch des Jahres ausgezeichnet.
Er forschte auch über Majorana-Fermionen in Nanodrähten. 2012 berichtete er mit Leo Kouwenhoven und anderen über eine mögliche Entdeckung von Majorana-Fermionen in Indiamarsenid-Nanodrähten die an einer Seite an einen Supraleiter ankoppeln. Die Veröffentlichung in Science erhielt den Newcomb Cleveland Prize für 2012.
2013 erhielt er den Preis für Erfinder unter 35 Jahren des MIT Technology Review für Kombination von Halbleitern aus verschiedenen Materialien mit Hilfe von Nanodrähten. Beispielsweise dampfte er einen Galliumarsenid-Nanodraht auf einen Silizium-Wafer, auf dem ein Gold-Nanoteilchen als Ansatzpunkt diente. Die kleine Ansatzfläche des Nanodrahts verhindert Probleme zum Beispiel aufgrund unterschiedlicher Wärmeausdehnung der Materialien.
Bakkers arbeitet an Solarzellen auf Basis von Nanodrähten aus III-V-Halbleitern und flexiblen Solarzellen mit in ein transparentes Polymer eingebetteten Nanodrähten.
Ab 2005 befasste er sich mit chemischen Sensoren und er forscht auch an der Verwendung von Nanodrähten für Quantencomputer.
2020 wurde er Mitglied der Königlich Niederländischen Akademie der Wissenschaften. 2010 erhielt er einen VICI Grant.

## Schriften (Auswahl)
Außer die in den Fußnoten zitierten Arbeiten.
- mit J. A. Van Dam, L. P. Kouwenhoven u. a.: Epitaxial growth of InP nanowires on germanium, Nature Materials, Band 3, 2004, S. 769–773
- mit Y. J. Doh, L. P. Kouwenhoven u. a.: Tunable supercurrent through semiconductor nanowires, Science, Band 309, 2005, S. 272–275
- mit J. A. Van Dam u. a.: Supercurrent reversal in quantum dots, Nature, Band 442, 2006, S. 667–670
- mit M. T. Borgström u. a.: Synergetic nanowire growth, Nature Nanotechnology, Band 2, 2007, S. 541–544
- mit E. D. Minot u. a.: Single quantum dot nanowire LEDs, Nano Letters, Band 7, 2007, S. 367–371
- mit R. E. Algra u. a.: Twinning superlattices in indium phosphide nanowires, Nature, Band 456, 2008, S. 369–372
- mit O. L. Muskens, J. G. Rivas, R. E. Algra, A. Lagendijk: Design of light scattering in nanowire materials for photovoltaic applications, Nano Letters, Band 8, 2008, S. 2638–2642
- mit S. Nadj-Perge, S. M. Frolov, L. P. Kouwenhoven: Spin–orbit qubit in a semiconductor nanowire, Nature, Band 468, 2010, S. 1084–1087
- mit S. Nadj-Perge u. a.: Spectroscopy of spin-orbit quantum bits in indium antimonide nanowires, Phys. Rev. Lett., Band 108, 2012, S. 166801
- mit M. E. Reimer u. a.: Bright single-photon sources in bottom-up tailored nanowires, Nature Communications, Band 3, 2012, S. 1–6
- mit S. Assali u. a.: Direct band gap wurtzite gallium phosphide nanowires, Nano Letters, Band 13, 2013, S. 1559–1563
- mit Gazibegovich: Epitaxy of advanced nanowire quantum devices, Nature, Band 548, 2017, S. 434–438
- mit R. M. Lutchyn, L. P. Kouwenhoven u. a.: Majorana zero modes in superconductor–semiconductor heterostructures, Nature Review Materials, Band 3, 2018, S. 52–68
- mit H. Zhang u. a.: Quantized majorana conductance, Nature, Band 556, 2018, S. 74–79
- mit Ö. Gül, H. Zhang u. a.: Ballistic Majorana nanowire devices, Nature Nanotechnology, Band 13, 2018, S. 192–197